# Hovops madagascariensis
Espèce
Synonymes
- Selenops madagascariensis Vinson, 1863

Hovops madagascariensis est une espèce d'araignées aranéomorphes de la famille des Selenopidae.

## Distribution
Cette espèce est endémique de Madagascar.

## Description
Le mâle décrit par Corronca et Rodríguez en 2011 mesure 13,41 mm.

## Étymologie
Son nom d'espèce, composé de madagascar(i) et du suffixe latin -ensis, « qui vit dans, qui habite », lui a été donné en référence au lieu de sa découverte, Madagascar.

## Publication originale
- Vinson, 1863 : Aranéides des îles de la Réunion, Maurice et Madagascar. Paris, p. 1-337.